# 조선의 공업과 광업
이 문서는 조선시대의 공업과 광업에 대해 설명한 글이다.

## 조선의 공업
조선 초기는 관영 수공업체제 위주였다. 각 분야의 장인들을 공장안에 등록시켜 각급 관청에 소속케하여 필요한 물품을 제작하였으며, 이러한 관영장인들은 식비 정도만을 지급받았기 때문에 자신의 책임량을 초과한 생산품에 대해서는 장세를 납부하고 판매하여 생계를 지탱했다. 한성의 여러 관부에 소속된 경공장이 2800여명, 지방의 감영, 병영, 수영 및 각 군현에 배치된 외공장이 3500여명 정도였다. 관영수공업자 외에는 민영수공자들도 있었는데 이들은 주로 농기구나 양반들의 사치품류를 제작하였다.
관청 수공업이 중심이 된 조선 초기의 수공업은 조선 후기에 이르러 점차 쇠퇴하고 민영 수공업이 발달하였다. 무기·종이·옷·자기·비단·유기(놋그릇), 화폐 주조 등 국가의 수요가 많은 분야에서는 뒤늦게까지 관청 수공업이 중심을 이루었으나, 그것도 점차 민간으로 중심이 옮겨갔다. 민간 수공업자는 공인(貢人)하고만 연결을 가진 것이 아니라 대상인(大商人)과도 깊이 제휴하였다. 제조 과정이 간단하고 소비 규모가 적은 상품은 수공업자가 자기 자본으로 제조·판매하여 상인과 경쟁할 수 있었지만, 종이·화폐·야철·자기 등과 같이 소비 규모가 크고 막대한 원료를 필요로 하는 물품은 대자본을 가진 상인의 힘을 빌리지 않으면 안 되었다. 이 경우 대상인(大商人)은 원료와 대금을 선대(先貸)해 주고 생산된 물품을 사들였는데, 그들은 물주(物主)라고 불렀다. 가령, 지장(紙匠)은 지전 상인, 야장(冶匠)은 잡철전, 그리고 자기장(자기장)도 상인 물주와 연결되어 가고 있었다. 물주의 등장은 17~18세기 수공업의 특징적인 현상이었다. 이렇게 자금과 원료를 선대제로 받아 제품을 남품하는 것을 선대제수공업이라고 한다.
그러나 조선 후기에는 지방 장시가 크게 확장되고 시장권이 넓게 형성되면서 수공업자는 자기 자본으로 상품을 대량으로 제조하여 점촌(店村)을 만들어 직접 팔기도 하고, 부보상을 통해서 판매하는 사례도 많았다. 그 중에서 특히 제조 규모가 컸던 것은 솥과 놋그릇(유기)으로서, 경기도 안성과 평안도 정주의 납청(納靑)은 놋그릇 생산지로 가장 유명하였다. ‘안성맞춤’이라는 말은 바로 유행하였다. 이곳의 수공업자들은 자기의 자본으로 공장을 설비하고 원료를 구입하였으며, 임노동자를 고용하여 부업으로 물품을 제조하였다. 이들은 일종의 산업 자본가로서, 서양에서 중세 말기에 나타났던 공장제 수공업과 유사한 것이다.

## 조선의 광업
조선 초기에는 광업을 국가가 경영하여 개인의 광산 개발이 금지되었으나, 17세기 중엽(1651년 효종)부터는 개인의 광산 개발을 허용하면서 세금을 받아내는 정책으로 바뀌어갔다. 이를 설점수세제(設店收稅制)라 한다. 이에 따라 개인이 광산 개발을 촉진하였는데, 특히 청나라와의 무역에서 은(銀)의 수요가 늘어감에 따라 은광 개발이 점차 활기를 띠었다. 그리하여 17세기 말에는 70개소에 가까운 은광이 설치되었는데, 그 중에서도 평안도 단천과 경기도 파주·교하는 특히 유명하였다. 
18세기 중엽부터는 농민들이 광산에 너무 모여들어 농업에 지장을 주는 것을 고려하여 공개적인 채취를 금지하고 높은 세금을 부과하였다. 그러나 상인들은 광산 개발이 이득이 많았으므로 금광·은광을 몰래 개발하여 이른바 ‘잠채’가 날로 번창하여 갔고, 큰 자본을 모은 이도 나왔다. 상인이 물주가 되어 덕대(德大)를 고용하여 대규모 광산을 경영하였다. 금광은 평안도의 자산·성천·수안이 유명하였다. 1811년 평안도에서 일어난 홍경래의 난 때 대상인이 자본을 대고, 광산노동자가 다수 참여하게 된 것도 이곳의 광산 개발과 관련이 깊다.
금·은광만큼 활기를 띠지 않았으나 놋그릇과 무기 그리고 동전 주조의 원료로서 철광과 동광 개발이 촉진되고, 화약 제조의 원료인 유황 광업도 일어났다.

## 같이 보기
- 조선의 경제